# Courant-jet
Pour l’utilisation comme nom propre de « Jet stream », voir Jet stream (homonymie).

Représentation du courant-jet.

Un courant-jet, ou courant d’altitude, aussi couramment désigné par sa dénomination anglophone de jet stream, est un courant d'air rapide et confiné que l'on trouve dans l'atmosphère de certaines planètes telles que la Terre. Les courants-jets sont situés à proximité de la tropopause, entre la troposphère (où la température décroît avec l'altitude) et la stratosphère (où la température croît avec l'altitude), généralement entre 7 et 16 kilomètres au-dessus du niveau de la mer. Les courants-jets ont plusieurs milliers de kilomètres de longueur, quelques centaines de large et seulement quelques kilomètres d'épaisseur,. La majeure partie des courants-jets se trouvant sur Terre sont des vents d'ouest (ils circulent d'ouest en est). Leur trajet a typiquement une forme méandreuse ; les courants-jets peuvent démarrer, s'arrêter, se diviser en deux voire plus, se combiner en un seul courant ou circuler dans plusieurs directions.
Les courants-jets les plus forts sont les courants-jets polaires (situés entre 7 et 12 kilomètres au-dessus du niveau de la mer), tandis que les plus hauts et les plus faibles sont les courants-jets subtropicaux (situés entre 10 et 16 kilomètres au-dessus des mers). L'hémisphère Nord et l'hémisphère Sud ont tous deux un courant-jet polaire et un courant-jet subtropical.
La formation des courants-jets résulte de la rotation de la Terre et du réchauffement inégal de l'atmosphère terrestre (l'énergie thermique reçue par rayonnement solaire varie d'un endroit à l'autre : il fera plus chaud au niveau de l'équateur qu'aux pôles, créant ainsi un déséquilibre thermique). Les courants-jets se forment dans les zones de conflits entre les masses d'air ayant des propriétés différentes, appelées fronts, dans lesquels il existe une grande différence de température et de pression.
D'autres courants-jets locaux existent également. Durant l'été boréal, des courants-jets peuvent se former dans les régions tropicales orientales, généralement dans une région où un air sec rencontre un air plus humide dans les hautes latitudes.
Le courant-jet est un facteur important de la circulation atmosphérique et du déplacement de systèmes météorologiques, comme les dépressions. Il est utilisé au quotidien par l'aviation, pour laquelle il réduit le temps de trajet en direction de l'Est. 

## Description

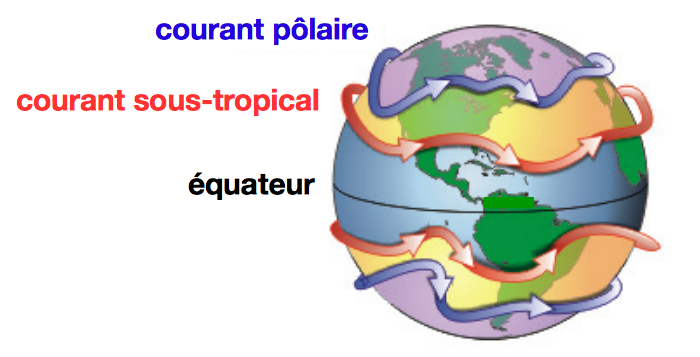
Position normale des courants-jets polaires et subtropicaux dans l'hémisphère Nord et dans l'hémisphère sud.

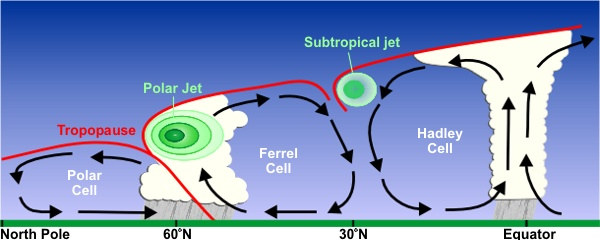
Zones de transition des deux principaux courants-jet avec la latitude.

Les courants-jets sont qualifiés de « rivières », de « rubans » empruntant un trajet courbe et sinueux dans lesquels circule un grand flux d'air rapide. Ils jouent un rôle majeur dans la circulation atmosphérique puisque ceux-ci marquent la limite entre deux masses d'air distinctes qui ne peuvent se mélanger. Ils participent ainsi à la cyclogénèse des systèmes météorologiques des latitudes moyennes (anticyclones et dépressions) se déplaçant ensuite sous ces courants d'air puissants.
Dans un courant-jet, la vitesse du vent croît très vite à mesure que l'on se rapproche du centre du courant. Au sein de ce dernier, la vitesse moyenne est estimée à environ 25 m/s (ou 90 km/h), mais la vitesse maximale peut dépasser 100 m/s (ou 360 km/h) : c'est ce qui a valu à ce type de courant le nom de jet, qui évoque en anglais une très grande vitesse. D'autre part, les régions atmosphériques traversées par les courants-jets sont affectées par les forts cisaillements horizontal et vertical du vent.

### Courant-jet subtropical
Le courant-jet stable (appelé courant-jet subtropical) se trouve entre la Cellule de Hadley et celle de Ferrel. Il sépare la zone tempérée de la zone chaude. Il a une variation saisonnière aussi bien en ce qui concerne sa position qu'en ce qui concerne son intensité. Pendant l'été, le gradient horizontal de température étant plus bas entre le pôle et l'équateur, ce courant faiblit et passe d'environ 30 à 40 m/s à 15 à 20 m/s alors que, entre les deux saisons, sa latitude peut varier entre 20° et 40°. Toutefois, son altitude reste toujours sans changement, autour de 12 km.

### Courant-jet polaire
Le courant-jet instable (appelé courant-jet polaire) se trouve entre la Cellule de Ferrel et la Cellule polaire. Ce courant-jet est associé au front polaire qui sépare la zone tempérée et la zone froide. Il est beaucoup plus irrégulier : en effet, sa position change (mais reste en moyenne à environ 60° de latitude) et surtout sa direction (depuis ouest-est jusqu'à nord-sud). Les perturbations frontales qui affectent les latitudes moyennes sont associées au courant-jet étant donné que celui-ci sépare les masses d'air. Le courant-jet polaire est plus faible et plus régulier en été qu'en hiver car le contraste thermique entre les régions polaires et les régions équatoriales est plus élevé pendant la saison froide que pendant la saison chaude.

### Flux
Parfois les courants-jets polaires et subtropicaux se rejoignent à quelques endroits alors que la majeure partie du temps, ils sont bien séparés. La vitesse des vents varie en fonction du gradient horizontal de température, généralement au-dessus de 92 km/h mais elle peut atteindre près de 398 km/h. Les météorologues comprennent à présent que le trajet des courants-jets est devenu important pour les prévisions météorologiques.
Les courants-jets ont de manière générale deux configurations possibles qui déterminent leur trajet et leur vitesse :
- Le flux zonal (le plus fréquent). Dans ce cas-ci, les jets circulent rapidement d'ouest en est en survolant une latitude pratiquement constante et les discontinuités se font rares. Les ondes qui composent les jets appelées ondes de Rossby ne sont pas très développées. En surface, les régions situées sous un jet seront sous l'influence d'un défilé ininterrompu de dépressions accompagnées de fronts qui s'écoulent vers l'est. C'est la raison pour laquelle les météorologues appellent souvent les jets, les « rails dépressionnaires ».
- Le flux méridional (plus rare). Ici, les courants-jets circuleront lentement voire pas du tout dans un axe nord-sud bien établi sur une latitude variable : les ondes de Rossby sont très bien développées. Ces situations sont souvent à l'origine de blocages de la circulation atmosphérique d'altitude lorsque les mouvements ondulatoires des jets possèdent une grande amplitude qui conduisent souvent à des événements climatiques exceptionnels voire extrêmes tels que des canicules, des sécheresses, des inondations ou encore des vagues de froid.

## Découverte
Les courants-jets ont d'abord été remarqués par les scientifiques au XIXe siècle en utilisant des cerfs-volants, et, plus tard des ballons-sondes, mais les vents de haute altitude présentaient peu d'intérêt avant l'époque de l'aviation. Beaucoup de scientifiques pensaient que ces observations étaient simplement des faits étranges ou isolés. Le chercheur américain Elias Loomis avait antérieurement cependant émis l'hypothèse qu'un puissant courant d'air en altitude soufflant d'ouest en est, expliquerait le déplacement des tempêtes à l'échelle synoptique. Après l'éruption du Krakatoa en 1883, les observations météorologiques ont permis de suivre le voile de cendre couvrant le ciel pendant plusieurs années et qui a été qualifié de « flux de fumée équatorial ». 
Ōishi Wasaburō, météorologiste japonais des années 1920, a été le premier à découvrir et étudier ces courants-jets, en suivant des ballons-sondes près de la station météorologique du mont Fuji. Ōishi mesura une vitesse constante des vents d'ouest au-dessus du Japon entre 1923 et 1925, quelle que soit la saison, et publia des rapports d'études à ce sujet en espéranto, plutôt qu'en japonais, dans un effort pour toucher un plus large public,. Bien qu'il fût en contact avec l'Organisation météorologique internationale et qu'il se soit rendu en Allemagne et aux États-Unis, ses rapports furent longtemps ignorés car en fait peu de scientifiques connaissaient l'espéranto. Les observations de Wasaburō furent utilisées lors de la Seconde Guerre mondiale par les militaires japonais lors de l'attaque par ballons de feu sur le continent américain, bien que le scientifique responsable du projet, Hidetoshi Arakawa eût quelques doutes et ne pensât pas que ces mesures pouvaient s'appliquer au-dessus de l'océan Pacifique dans sa totalité.
En 1926 et 1927, Johannes Georgi effectue des mesures des courants de haute altitude à la pointe nord de l'Islande à l'aide de ballons-sonde. Il découvre aussi de forts courants à une altitude de 10 à 15 km qui ne peuvent pas être directement expliqués par le champ de pression au sol. Avec les mesures d'Ōishi Wasaburō au Japon, il s'agit des premières observations systématiques du courant-jet. Lors d'une réunion de l'Observatoire maritime allemand en 1927, Georgi suggère que ce phénomène, ainsi que d'autres questions, fasse l'objet de recherches coordonnées au cours d'une deuxième Année polaire internationale entre 1932 et 1933, exactement 50 ans après la première.
La connaissance par le reste de la communauté internationale de ces « vents de hauteur » commença par le vol de l'aviateur américain Wiley Post au-dessus de la Sibérie vers la fin des années 1920. Gagnant de l'altitude pour éviter les montagnes, il fut pris dans une forte rivière d'air, ainsi que le 7 décembre 1934, lors de l'un de ses vols au-dessus de 20 000 pieds (6 096 m) où il rencontra un fort vent arrière. Il fut d'ailleurs à l'époque considéré comme la première personne ayant découvert le courant-jet. En 1939, le météorologue Heinrich Seilkopf redécouvrit indépendamment le phénomène et lui donna le nom de « Strahlströmung » (soit « flux de jet ») qui est devenu courant-jet,.
Par la suite, durant la Seconde Guerre mondiale, des pilotes de bombardiers à long rayon d'action ont remarqué l'effet des courants-jets.

## Cause

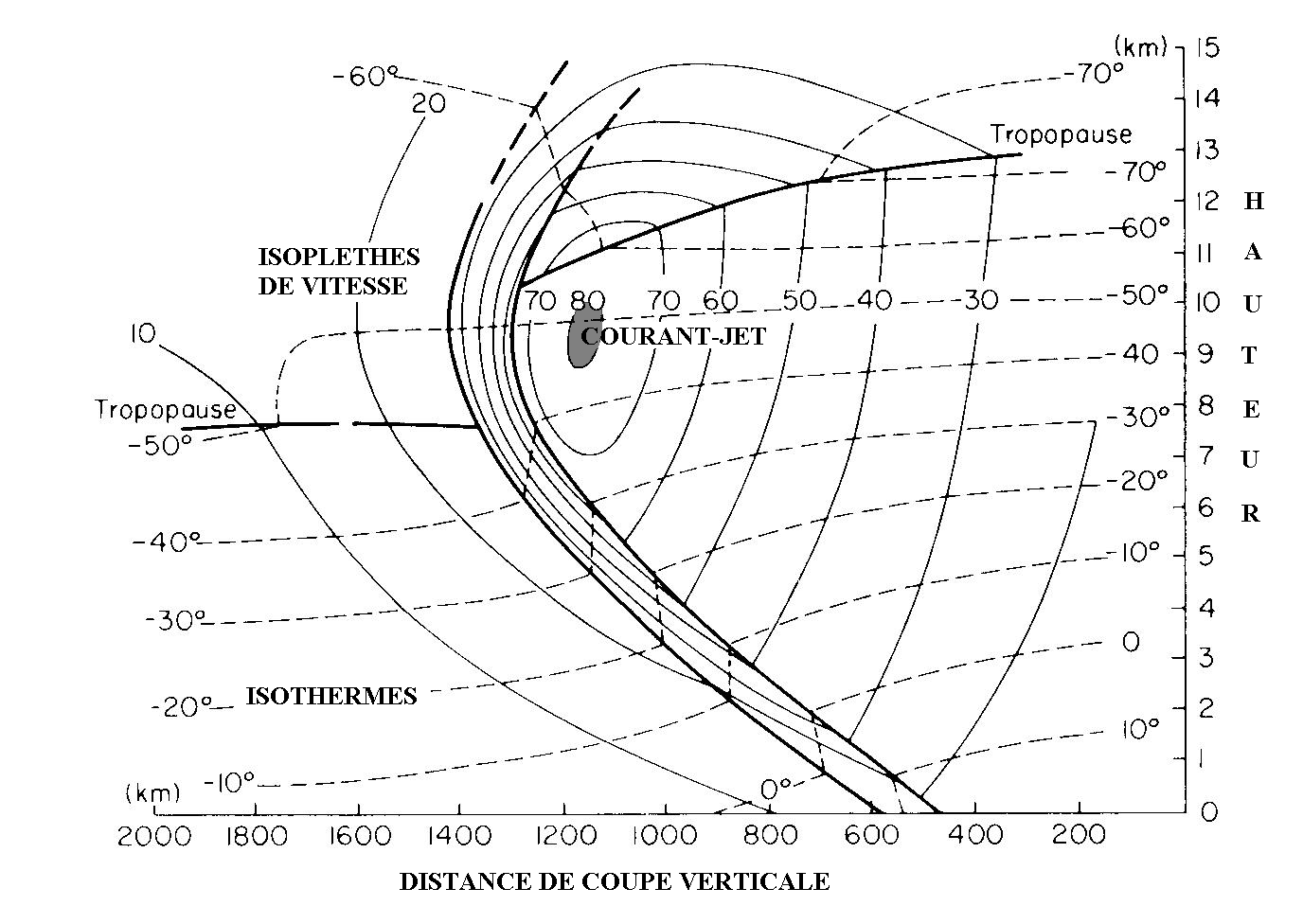
Coupe verticale des températures et des vents à travers un front. On remarque la bande de vents forts du courant-jet qui a quelques centaines de kilomètres de large et son cœur, où les vents sont maximaux, beaucoup plus étroit.

La circulation atmosphérique est un équilibre entre la force de Coriolis (force inertielle liée au référentiel en rotation qu'est la Terre) et le gradient horizontal de pression à une altitude donnée. L'air se déplace des zones de haute pression vers celles de basse pression et est dévié par la force de Coriolis (vers la droite dans l'hémisphère nord et vers la gauche dans celui du sud). Après un temps de réaction, il finit par couler le long des lignes d'égale pression (hors de la très basse atmosphère où la friction le fait se déplacer légèrement plus vers la zone plus basse pression), c'est ce qu'on nomme le vent géostrophique.
Le gradient horizontal de pression dépend quant à lui de la structure thermique dans la colonne d'air. Plus la différence de température entre deux zones est grande, plus la différence de pression et le vent augmenteront avec l'altitude. Ainsi le courant-jet se forme au-dessus d'un ruban serré de différences de température que l'on nomme front (front chaud et front froid) et qui sépare les masses d'air froides (vers les pôles) et chaudes (vers l'équateur).
Cependant, il n'y aurait pas de fin à l'augmentation des vents avec l'altitude si la structure de l'atmosphère ne comportait ce qu'on appelle la tropopause. Cette dernière est la limite entre la troposphère dans laquelle nous vivons, et où le gradient thermique est négatif, et la stratosphère où celui-ci est positif. L'image de gauche nous montre une coupe verticale où on peut voir la structure thermique à travers un front froid ainsi que celle des vents.
On remarque sur cette figure que sous la tropopause la température à une altitude quelconque (ex. 5 km) est plus froide (ex. −40 °C) dans la portion de gauche que dans celle de droite (ex. −10 °C). Il y a augmentation rapide avec l'altitude de la force du vent au-dessus de la zone où le changement de hauteur d'isothermes se produit (le front), là où le gradient de température est le plus fort de l'air froid vers l'air chaud. À gauche, la tropopause est atteinte à une plus basse altitude et elle y garde ensuite plus ou moins sa température, avant d'augmenter dans la stratosphère, alors qu'à droite la température continue de diminuer dans la masse chaude. La différence de température étant de moins en moins grande entre les deux côtés, ceci limite la croissance du jet. Le cœur de ce dernier se retrouve juste sous la tropopause de la masse chaude, là où les deux côtés ont une température égale. Le gradient horizontal de température s'inverse ensuite pour aller de l'air chaud vers l'air froid si on continue à monter. Cette inversion de gradient diminue la différence de pression avec l'altitude et donc le vent. La tropopause dans la masse d'air chaud devient donc le bouchon qui limite la hauteur du courant-jet.

### Cœur du jet

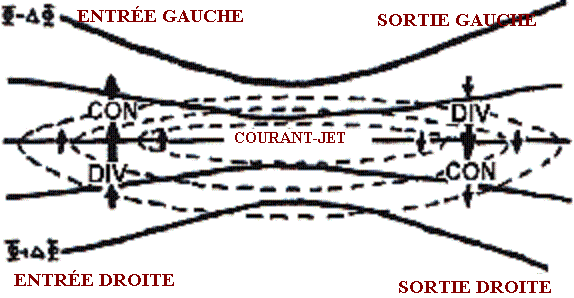
L'air converge (CON) ou diverge (DIV) aux entrées et sorties du Courant-jet.

Une converge à bas niveau surplombée de diverge en altitude cause le mouvement vertical ascendant.

Il existe à l'intérieur même des jets, des zones où la vitesse des vents est plus élevée qu'aux alentours. Ces régions sont appelées cœurs du courant jet (en anglais « jet streaks »). L'image ci-contre montre les d'isohypses à l'approche du cœur du jet, le vent géostrophique généré par le gradient de pression dans l'atmosphère libre (loin de la surface) dépend de l'écartement de celles-ci. Comme les isohypses se rapprochent l'une de l'autre à gauche de l'axe du jet près du cœur, et s'éloignent à droite, le vent est plus faible loin de cet axe que le long de celui-ci et latéralement hors de l'axe.
L'effet sur la force de Coriolis est représenté par les flèches perpendiculaires à l'axe qui donnent la composante d'accélération, dite agéostrophique (plus gras veut dire plus d'accélération). Étant donné que la vitesse des vents n'est pas uniforme dans tous les endroits des jets, il y a des zones de convergence aux endroits où l'on va d'une flèche grasse à une flèche simple, et vice-versa pour la divergence, quand on s'éloigne de l'axe.
Les zones de convergence d'altitude conduisent à la formation de crêtes barométriques de surface (maximum locaux de pression atmosphérique) car l'air se déplace du haut vers le bas (subsidence) tandis que les zones de divergence forment des creux barométriques de surface (minimum locaux de pression atmosphérique) puisque l'air se déplace du bas vers le haut (ascendance).
Cependant, la variation de pression en surface ne se retrouve pas exactement sous les zones de convergence où de divergence en altitude mais sont plutôt décalées. En effet, dans un système baroclinique où se retrouve un courant-jet, la hauteur des niveaux de pression égale se répartit selon une pente dans la verticale et les centres de haute ou de basse pression atmosphérique ne sont donc pas verticaux. À une altitude donnée, l'air se dirige ainsi des hautes vers les basses pressions et dans les zones de divergence en altitude, associée avec le jet, il y aura donc une pression plus faible par rapport à l'environnement qui amènera de l'air selon la pente de la zone barocline. Dans l'hémisphère nord, la pente est vers le sud ou l'est et la dépression de surface se développera donc dans le quadrant sud de la zone de divergence en altitude. De même, la formation d'anticyclone ou de crête barométrique se produit dans le quadrant nord.
Cependant, la courbure courant-jet va changer l'intensité des zones de convergence et de divergence en ajoutant une accélération centripète supplémentaire au vent. Ainsi dans un courant cyclonique, l'intensité de l'entrée gauche (convergence) et la sortie gauche (divergence) du courant-jet sont augmentés alors que les entrées droite (divergence) et la sortie droite (convergence) seront affaiblies et peut-être même d'un effet nul. Dans un courant anticyclonique, l'effet est inversé.

## Phénomènes similaires à bas niveau

### Courant-jet de bas niveau
On utilise aussi la notion et le terme de courant-jet pour qualifier des zones de vent très fort qui se développent dans certaines conditions dans les couches basses de la troposphère (entre la surface et 700 hPa) : les courants circulant alors dans ces zones sont appelés des courants-jets de basses couches, jets de basses couches ou jet à basse altitude. La vitesse du vent n'y atteint cependant pas la même intensité que dans les courants-jets d'altitude décrits ci-dessus.
Ces jets de bas niveau sont formés de la même façon mais ce qui détermine la hauteur du jet n'est pas la tropopause dans ce cas. C'est plutôt une inversion dans la structure thermique de l'atmosphère qui sert à la même fonction. En effet, selon la masse d'air, la température peut s'inverser temporairement à un certain niveau à cause d'advection de températures plus chaudes à ce niveau (structure d'un front chaud), de subsidence d'air sec venant d'altitude selon le gradient thermique adiabatique ou par radiation près du sol (ciel clair la nuit).
Un cas particulier du courant-jet de bas niveau est ainsi le courant-jet nocturne. Il se produit lorsqu'un fort refroidissement nocturne se développe sur la terre et sépare le flux d'altitude de la contrainte du frottement de surface. Une couche nocturne de vent fort se développe, de vitesse super-géostrophique, à une altitude de quelques centaines de mètres au-dessus du sol.
Ces zones où le vent à bas niveau est plus fort sont très importantes puisqu'il y a convergence de masse à gauche de celles-ci dans l'hémisphère nord (à droite dans l'hémisphère sud) ce qui crée une zone où il y aura mouvement ascendant. Ceci favorise la formation de nuages s'ils sont associés avec un creux de surface. Les jets de bas niveaux sont un des éléments importants dans la formation d'orages organisés comme les lignes de grain, les complexes orageux à méso-échelle et les derechos.

### Courant-jet de barrière

Formation d'un dôme froid quand l'air de surface ne peut atteindre le sommet de l'obstacle. L'air doux est forcé au-dessus du dôme alors qu'en surface on a formation d'un courant-jet de barrière parallèle à l'obstacle.

L'air en mouvement près du sol suit les contours du terrain. Lorsqu'il rencontre un obstacle, il doit remonter sa pente et il refroidit selon la loi des gaz parfaits. La couche d'air au-dessus de la première étant plus chaude que l'air soulevé, elle limite l'altitude que l'air de surface peut atteindre sur la pente de l'obstacle car la parcelle soulevée y subit une poussée d'Archimède vers le bas. Si la stratification de l'air est importante, l'air ne peut atteindre le sommet et il y a création d'un fort vent parallèle à l'obstacle, et en amont de celui-ci, qui est appelé le courant-jet de barrière.
Ce phénomène se produit surtout dans le cas où le vent près du sol est plus ou moins perpendiculaire à une chaîne de collines ou de montagnes. Toute la région en amont de cet obstacle subit ce soulèvement et on a formation d'un dôme d'air froid. Selon la balance du vent géostrophique, les isobares sont parallèles au vent et donc également perpendiculaire à la chaîne. Les pressions les plus hautes sont à droite de la direction du vent dans l’hémisphère nord et l'inverse dans celui du sud. On a donc un gradient de pression le long de l’axe de l'obstacle alors que l’air de surface est ralenti par le frottement avec le sol et le soulèvement le long du relief pour devenir graduellement plus ou moins nul. Le mouvement de l’air est alors sujet aux différences de pression. L'air se déplace alors des hautes pressions vers les basses pressions donc à gauche du flux initial. Celui-ci sera dévié par la force de Coriolis si la situation persiste plusieurs heures et la circulation deviendra avec le temps parallèle à la chaîne de montagnes. Ainsi, dans l'hémisphère nord, un vent d'est rencontrant une chaîne de montagne donnera naissance à bas niveau à un courant-jet de barrière venant du nord et un vent d'ouest, à un courant du sud.
Ce phénomène est courant et ne nécessite pas une grande hauteur de la ligne faisant obstacle, on le retrouve par exemple souvent le long de falaises côtières. Plus l'air est stable, particulièrement en cas d'inversion de température avec l'altitude, plus la hauteur du dôme sera faible et plus le courant-jet de barrière pourra être formé par des obstacles bas. Cependant, avec des obstacles importants une forte inversion et une longue persistance de ces paramètres, le jet peut devenir très fort et causer de la turbulence dangereuse à bas niveau.
La largeur du courant-jet de barrière est donné par le rayon de déformation de Rossby, soit L= NH/f, où N est la fréquence de Brunt-Väisälä, H la hauteur de l'obstacle et f le paramètre de la force de Coriolis. L'axe de ce courant va se déplacer en amont de l'obstacle selon la largeur du dôme d'air froid créé et on pourra donc rencontrer ce fort courant bien avant l'obstacle dans certains cas. L'air qui est forcé de monter par-dessus le dôme subira un refroidissement et une saturation ce qui pourra créer des nuages et même des précipitations en amont de l'obstacle. Le courant-jet de barrière a ainsi l'effet d'augmenter la pluviométrie.

### Courant-jet d'occlusion
Le courant-jet d'occlusion est une zone réduite de vents très fort et turbulents près de la surface dans le quadrant sud-ouest d'une dépression en occlusion rapide par la descente du courant-jet des niveaux moyens. Elle est marquée par un renforcement du gradient de pression, qui se forme juste à l'arrière et au sud d'un système actif des latitudes tempérées en phase terminale d'un développement rapide. Ce courant se développe dans le dernier stade du modèle de cyclogénèse de Shapiro-Keyser. Ces vents soufflent dans une zone où le ciel se dégage le long d'un corridor incurvé sur les images d'un satellite météorologique et lui a valu le nom de « Sting jet » en anglais pour sa ressemblance avec la forme de l'aiguillon d'un scorpion,.

### Courant-jet de vallée
Un courant-jet de vallée est un jet d'air froid sortant de la bouche d'une vallée ou d'une gorge s'ouvrant sur une plaine. Il s'agit d'une accélération de la brise de vallée nocturne créée par l'air froid descendant la montagne dans de vastes systèmes de drainage. Sa vitesse de pointe peut dépasser 50 km/h par nuits claires à la sortie de vallées très encaissées. Les vitesses maximales dans le jet commencent près de la surface en début de soirée mais pour les jets bien développés, le cœur du jet peut se retrouver à plus 300 mètres au-dessus du sol.
L'accélération de ce vent catabatique est due à la conversion de l'énergie potentielle de l'air en énergie cinétique lorsque le flux est libéré du confinement des parois latérales et s'étale horizontalement tout en se comprimant verticalement (effet Venturi). Un autre facteur est la perte soudaine du frottement que l'air subissait le long des parois latérales. Lorsque le jet est complètement développé, sa profondeur près de la sortie est environ le même que la hauteur des murs de la vallée.

## Effets climatiques et courant-jet
Lors d'une puissante éruption volcanique explosive, le panache volcanique peut atteindre des dizaines de kilomètres d'altitude. Vers 9–10 km, il atteint la base de la stratosphère et donc le courant-jet. Celui-ci transporte alors tous les composants de ce nuage cendreux et plus particulièrement les aérosols sulfatés issus de la transformation du dioxyde de soufre (SO2) au contact de vapeur d’eau (H2O), en gouttelettes d’acide sulfurique (H2SO4). Or celles-ci absorbent et réfléchissent le rayonnement solaire, il se produit donc une baisse du rayonnement solaire à la surface de la Terre et une baisse transitoire des températures.
Certains panaches éruptifs, comme ceux engendrés au-dessus des fissures des Lakagígar en Islande, atteignirent 9 à 13 km d’altitude, et relâchèrent 95 Tg de SO2 dans le courant-jet polaire. Ceci engendra une dispersion vers l’est des émanations volcaniques. Les courants-jets véhiculent donc poussières et aérosols que certaines éruptions volcaniques projettent jusque dans la stratosphère. Il se produit alors un refroidissement à l'échelle mondiale.
Par ailleurs, selon certains chercheurs, en particulier Stefan Rahmstorf du Potsdam-Institut für Klimafolgenforschung, le réchauffement important de l'Arctique depuis les années 2000 aurait pour effet de rendre le courant-jet plus tortueux, accentuant ses sinuosités et provoquant des évènements climatiques extrêmes à des latitudes où ces phénomènes sont peu courants (canicules en Europe de l'Ouest en 2003 et en Russie en 2010, vagues de froid très intenses jusque dans le sud des États-Unis, transport d'humidité tropicale par rivière atmosphérique donnant des pluies diluviennes dans des événements comme le Pineapple Express),.

## Utilisations

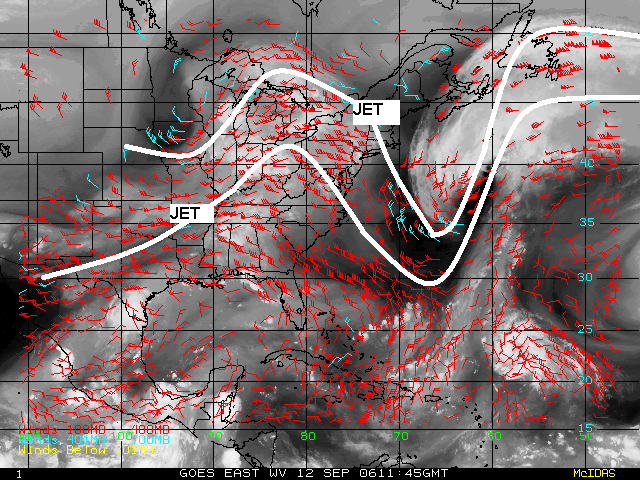
Analyse des vents d'altitude grâce à l'image de la vapeur d'eau contenue dans les nuages. On note deux courants-jets grâce aux zones de vents montrés par les flèches ayant le plus de barbules rouges.

Le courant-jet est un élément important de la prévision météorologique puisque sa position et son intensité sont reliés aux mouvements verticaux de l'atmosphère. Comme il constitue la zone de rencontre de deux masses d'air, il sera le lieu de formation des dépressions des latitudes moyennes. Par exemple, les tempêtes de fin décembre 1999 en Europe sont le résultat direct de forts mouvements verticaux sous un jet de 400 km/h.
La circulation atmosphérique en altitude dans les latitudes moyennes, nord ou sud, est généralement d'ouest en est, un avion va donc parcourir la même distance plus rapidement s'il se déplace avec le flot plutôt que contre celui-ci. Par exemple, le temps de vol Paris - Guangzhou (Canton, en Chine) est d'environ deux heures inférieur à celui de Canton - Paris[réf. incomplète]. Il en est de même pour les vols transcontinentaux entre les États-Unis et l'Europe. En effet, l'avion effectuant le trajet New-York - Paris met une heure de moins que le trajet inverse. Le courant-jet étant un couloir de vent plus important, l'aviation commerciale doit en tenir compte lors de sa planification de vols. C'est pourquoi la prévision de la position du courant-jet est essentielle à l'aviation. Les vols seront planifiés pour l'utiliser lors de déplacements ouest - est et pour l'éviter dans l'autre direction en volant plus haut, plus bas, plus au sud ou au plus au nord que son cœur. En moyenne, un long-courrier met 45 minutes de moins dans le sens New-York/Paris que dans l'autre sens grâce au courant-jet de l'Atlantique nord, et cet effet augmente avec le réchauffement climatique.
Il peut arriver que le courant-jet soit assez puissant pour qu'un avion de ligne atteigne un déplacement par rapport au sol équivalent à la valeur de la vitesse du son en additionnant sa vitesse intrinsèque dans l'air et celle du courant-jet par rapport au sol. Ceci ne veut pas dire que l'aéronef atteint ou brise le mur du son car la vitesse du son est toujours par rapport à l'air où il se déplace, comme dans le cas du Concorde, non par rapport au sol. Une telle addition ne peut donc produire de « bang supersonique ».
Cette addition était relativement fréquente avec le biréacteur soviétique Tupolev Tu-134 et le triréacteur Boeing 727. Par exemple, le 7 janvier 2015, un Boeing 777 de British Airways a relié New-York à Londres en 5 heures et 16 minutes au lieu de 7 heures en bénéficiant d’un courant-jet porteur particulièrement puissant autour des 400 km/h. Le 18 février 2019, un Boeing 787 de la Virgin Atlantic a rapporté une vitesse sol de 1 289 km/h qui frôlait ainsi la vitesse du son (1 234 km/h). Cependant, sa vitesse réelle dans l'air était en réalité beaucoup moindre car elle ne comprenait pas celle du courant-jet en vent arrière de plus de 320 km/h au-dessus de la Pennsylvanie. Le 14 mars 2019, un Boeing 787-9 d'American Airlines atteint une vitesse par rapport au sol de 731 nœuds (1 354 km/h). Le record de déplacement par rapport au sol enregistré pour un avion de ligne non-supersonique (Concorde et TU-144) étant au 1er avril 2019 de 752 nœuds soit 1 394 km/h pour un Boeing 747-400 de Nippon Cargo Airlines le 7 février 2010.
Certains oiseaux migrateurs, dont les oies cendrées par exemple, connaissent et utilisent ce phénomène, ce qui représente parfois un risque de collision avec les avions se déplaçant dans les mêmes altitudes.